# Guy V de Vignory
Pour l’article homonyme, voir Guy de Vignory.
Guy V de Vignory (né vers 1130 - † vers 1150) est héritier de la seigneurie de Vignory au milieu du XIIe siècle. Il est le fils de Guy IV, seigneur de Vignory.

## Biographie
Il est cité avec ses parents dans une charte de l'évêque de Langres Geoffroy de La Roche-Vanneau, et donc située entre 1138 et 1147.
Vers 1147, il participe avec son père Guy IV à la deuxième croisade, où tous les deux trouvent la mort vers 1150. Il n'est pas connu s'il est mort avant ou après son père, mais il n'a probablement jamais été seigneur de Vignory, la seigneurie revenant à son frère puîné Barthélemy de Vignory.

## Mariage et enfants
Avant son départ pour la deuxième croisade, il épouse probablement une dame prénommée Tiphaine, dont le nom de famille est inconnu, mais dont il n'a pas d'enfant :
Certains historiens du XIXe siècle lui attribuent la paternité de Barthélemy de Vignory, mais il s'agit certainement d'une erreur.

## Source
- Marie Henry d'Arbois de Jubainville, Histoire des Ducs et Comtes de Champagne, 1865.
- Jules d'Arbaumont, Cartulaire du Prieuré de Saint-Étienne de Vignory, 1882.